# Élisabeth Lévy
Élisabeth Lévy (Marsella, 16 de febrer de 1964 és una periodista, assagista i polemista francesa. Va ser redactora en cap i després directora de la revista Causeur, al qual la polemista ataca sense mercès la correcció política i no tem riure amb els extrems.
Eix d'una nissaga jueva del Marroc. Sa mare és farmacèutica i son pare, metge a Épinay-sur-Seine on passa la seva joventut. Va debutar als anys 1980 com a periodista a l'Agence France-Presse. Simpatitzant de l'esquerra a la manera de François Mitterand a poc a poc se'n distancia, «perquè la pretensió de l'esquerra de tenir el monopoli de la moral li sembla tant més insuportable que cada dia els fets el contradiuen.» Passa pel diari suís Le Nouveau Quotidien i de la revista Globe, i entra al setmanari L'Événement du jeudi. Escriu columnes a Le Figaro et Le Figaro Magazine. Defensa idees polèmiques sobre el gran reemplaçament i els límits de la immigració. S'oposa al multiculturalisme. El 2018, amb Catherine Deneuve, Catherine Millet i Sophie de Menton i un centenar de dones signa un manifest contra el que considera el neopuritanisme i les exageracions del moviment me too.

## Obres destacades
- Les Maîtres-censeurs (2002)[9]
- La Gauche contre le réel (2012)[10]